# Мане, Бекки
Ребекка Сью "Бекки"-Мане Санфелиппо (англ. Rebecca Sue "Becky"-Mane Sanfelippo; род. 10 октября 1964 года в гор. Милуоки штат Висконсин) — американская конькобежка специализирующаяся в конькобежном спорте и шорт-треке. Участница Олимпийских игр 1988 года. Бронзовый призёр чемпионата мира по шорт-треку в эстафете в 1984 году.

## Биография
Бекки Мане начала кататься в клубе конькобежцев West Allis. В 1981 году она стала чемпионкой США по шорт-треку среди девушек до 16 лет, а в 1983 году вошла в национальную сборную. На чемпионате мира по шорт-треку в Питерборо в 1984 году выиграла бронзовую медаль в составе эстафетной команды и заняла 13-е место в общем зачёте. 
В январе 1985 года участвовала на зимней Универсиаде в Беллуно, где выиграла две золотые медали в беге на 500 и 1500 метров, а в апреле на чемпионате мира в Амстердаме поднялась на 11-е место в общем зачёте и на 4-е место в эстафете. В 1986 году она заняла в эстафете 4-е место, и в личном зачёте многоборья 9-е место на чемпионате мира в Шамони. 
Ещё через год на чемпионате мира в Монреале стала 18-й в общем зачёте и 5-й в эстафете. Бекки прошла квалификацию в 1988 году на олимпийском отборе. В феврале 1988 года она участвовала на Олимпийских играх в Калгари, где шорт-трек был показательным видом и заняла 27-е места на дистанция 500, 1000, 1500 метров и 5-е в эстафете.